# Srebro
Srebro je kemični element s simbolom Ag (iz latinskega argentum, ki izhaja iz proto-indoevropskega h₂erǵ: "sijoča" ali "bela" kovina ali snov) in atomskim številom 47. Mehka, bela, sijoča prehodna kovina ima med kovinami največjo električno prevodnost, toplotno prevodnost in odbojnost. Srebro najdemo v zemeljski skorji bodisi v čisti, prosti elementarni obliki ("samorodno srebro"), bodisi kot zlitino z zlatom in drugimi kovinami ali pa v mineralih, kot sta argentit in klorargirit. Večina srebra se pridobiva kot stranski produkt pri rafiniranju bakra, zlata, svinca in cinka .
Srebro je že dolgo cenjeno kot plemenita kovina. Uporablja se v številnih kovancih, včasih skupaj z zlatom:  Čeprav je bolj pogosto kot zlato, je srebro občutno manj dostopno kot naravna kovina.  Njegova čistost se običajno meri v promilih; 94% čista zlitina je opisana kot "0,940 čist". Kot ena od sedmih kovin v antiki je imelo srebro trajno vlogo v večini človeških kultur.
Razen v plačilnem prometu, in kot investicijsko sredstvo ( kovanci in bullion ), se srebro uporablja v sončnih zbiralnikih, za čiščenje vode, za nakit, okraske, visoko kvalitetno posodo, pri električnih kontaktih in vodnikih, v specializiranih ogledalih, premazih za okna, pri katalizi kemijskih reakcij, kot barvilo v vitražih in še mnogo drugega. Njene spojine se uporabljajo v fotografskih in rentgenskih filmih. Razredčene raztopine srebrovega nitrata in drugih srebrove spojine se uporabljajo kot razkužila in mikrobiocidi ( oligodinamičen učinek ), dodajajo se povojem in oblogam za rane, katetrom in drugih medicinskim instrumentom .

## Značilnosti
Srebro je po fizikalnih in kemijskih lastnostih podoben obema navpičnima sosedoma iz skupine 11 periodnega sistema, bakru in zlatu. 47 elektronov srebra je razporejenih v konfiguraciji [Kr]4d105s1, podobno kot baker ([Ar] 3d104s1 ) in zlato ([Xe]4f145d 106s1 ); skupina 11 je ena redkih skupin v bloku d, ki ima popolnoma skladen nabor elektronskih konfiguracij.  Ta značilna elektronska konfiguracija z enim elektronom v najvišji zasedeni podlupini nad napolnjeno d podlupino predstavlja številne edinstvene lastnosti kovinskega srebra. 
Srebro je izredno mehka, nodularna in voljna prehodna kovina, čeprav je nekoliko manj voljno kot zlato. Srebro kristalizira v obrazno centrirani kubični rešetki z množično koordinacijsko številko 12, kjer je delokaliziran samo posamezni 5s elektron, podobno kot baker in zlato.  Za razliko od kovin z nepopolnimi d-lupinami kovinske vezi v srebru nimajo kovalentnega značaja in so razmeroma šibke. To opažanje pojasnjuje nizko trdoto in visoko duktilnost monokristalov srebra. 
Srebro ima briljanten bel kovinski lesk, ki lahko prestane visoko poliranje,  in je tako značilen, da je že ime kovine samo postalo ime barve.  Za razliko od bakra in zlata je energija, potrebna v srebru za vzbujanje elektrona od napolnjenega d-pasu do sp-prevodnega pasu, dovolj velika (približno 385 kJ / mol), da ne ustreza več absorpciji v vidnem območju spektra, temveč v ultravijoličnem; zato srebro ni barvna kovina. Zaščiteno srebro ima večjo optično odbojnost kot aluminij pri vseh valovnih dolžinah, daljših od ~ 450 nm.  Pri valovnih dolžinah pod 450 nm je odbojnost srebra je od odbojnosti aluminija in blizu 310 nm pade na nič. 
Zelo visoka električna in toplotna prevodnost sta skupni elementom v skupini 11, ker je njihov enojni s-elektron prost in ne vpliva na napolnjeno d-lupino, saj takšne interakcije (ki se pojavijo v predhodnih prehodnih kovinah) zmanjšajo gibljivost elektronov.  Toplotna prevodnost srebra je med najvišjimi izmed vseh materialov, čeprav sta toplotna prevodnost ogljika (v diamantnem alotropu) in superfluidnega He4 še višja.  Električna prevodnost srebra je najvišja od vseh kovin, večja je tudi kot baker. Srebro ima tudi najnižjo kontaktno odpornost od vseh kovin. Srebro se zaradi visoke cene le redko uporablja zaradi prevajanje elektrike, izjema je območje radio frekvenc, zlasti za VHF in višje frekvence, kjer posrebrenje izboljša električno prevodnost, saj tokovi pri teh uporabah tečejo bolj na površini vodnikov kot pa skozi njih notranjost. Med drugo svetovno vojno v ZDA so 13540 ton srebra porabili za elektromagnete v napravah za obogatitev urana, predvsem zaradi pomanjkanja bakra.   
Srebro zlahka tvori zlitine z bakrom in zlatom ter cinkom. Cink-srebrove zlitine z nizko koncentracijo cinka lahko štejemo za trdne raztopine cinka v srebru s strukturo FCC, saj je struktura srebra v glavnem nespremenjena, medtem ko koncentracija elektronov narašča z dodajanjem več cinka. Povečanje koncentracije elektronov nadalje vodi v strukturo BCC (koncentracija elektronov 1,5), kompleksne kubične (1,615) in heksagonalne close-packed faze (1,75). 
Srebro v naravi je sestavljeno iz dveh stabilnih izotopov, 107 Ag in 109 Ag, pri čemer je 107 Ag nekoliko več (51,839% naravne številčnosti ). Ta skoraj enaka številčnost je v periodnem sistemu redka. Atomska teža je 107,8682 (2) u ;   ta vrednost je zelo pomembna zaradi pomena srebrovih spojin, zlasti halogenidov, pri gravimetrični analizi. Oba izotopa srebra nastaneta v zvezdah s s-procesom (počasno zajemanje nevtronov), pa tudi v supernovah z r-postopkom (hitri zajem nevtronov). 

## Spojine

### Oksidi in halkogenidi
Srebro in zlato imata precej nizko kemijsko afiniteto do kisika, nižjo od bakra, zato je pričakovati, da so oksidi srebra toplotno precej nestabilni. Topne soli srebra (I) se ob dodajanju alkalij obarjajo kot temnorjavi srebrov (I) oksid, Ag2O. (Hidroksid AgOH obstaja samo v raztopini; sicer se spontano razgradi na oksid) Srebrov (I) oksid se zelo enostavno reducira v kovinsko srebro in nad 160 ° C razpade na srebro in kisik.  To in druge srebrove (I) spojine lahko oksidiramo z močnim oksidantom peroksodisulfatom do črnega AgO, mešanega srebrovega (I, III) oksida s formulo AgIAgIIIO2. Znani so tudi nekateri drugi mešani oksidi s srebrom v neintegralnih oksidacijskih stanjih, in sicer Ag2O3 in Ag3O4, prav tako Ag3O, ki se obnaša kot kovinski prevodnik. 
Srebrov (I) sulfid, Ag2S, zlahka nastaja iz sestavnih elementov in je vzrok za črno prevleko na starih srebrnih predmetih. Lahko nastane tudi pri reakciji vodikovega sulfida s kovinskim srebrom ali ioni Ag+. v vodi. Znanih je veliko nestehiometričnih selenidov in teluridov; zlasti AgTe~3 je nizkotemperaturni superprevodnik. 

### Halogenidi
Edini znani dihalid srebra je difluorid, AgF2, ki ga lahko dobimo iz elementov s toplotno obdelavo. Srebrov (II) fluorid se pogosto uporablja za sintetiziranje fluoro-ogljikovodikov kot močno, a toplotno stabilno in zato varno sredstvo za fluoriranje. 
Fluorid, klorid in bromid srebra imajo strukturo natrijevega klorida, jodid pa ima tri znane stabilne oblike pri različnih temperaturah; pri sobni temperaturi ima strukturo sfalerita. Vse jih je mogoče dobiti z neposredno reakcijo njihovih elementov.  S spuščanjem nizdol halogenske skupine, srebrni halid postaja vedno bolj kovalenten, topnost se zmanjša in barva se spremeni od bele za klorid v rumeno pri jodidu, ker se energija, potrebna za prenos naboja ligand-kovina (X -Ag + → XAg) zmanjšuje. Fluorid pri tem izstopa iz vrste: fluoridni ion tako majhen, da ima precejšnjo solvatno energijo, tako da je izredno topen v vodi in tvori di- in tetrahidrate. Tudi preostali trije halogenidi srebra so v vodi zelo topni in se zelo pogosto uporabljajo v gravimetričnih analitičnih metodah.  Vsi štirje so občutljivi na svetlobo (pri tem je monofluorid občutljiv le na ultravijolično svetlobo), zlasti bromid in jodid, ki se pod vplivom svetlobe razgradita do kovine srebra, in so ju zato uporabljali v tradicionalni fotografiji. Reakcija zgleda takole 
X- + hν → X + e- (ekscitacija halogenidovega iona, ki svoj odvečni elektron odda v prevodni pas)
Ag+ + e- → Ag (srebrni ion si pridobi elektron in postane atom srebra)
Postopek ni reverzibilen, ker se sproščeni atom srebra običajno nahaja na kristalni napaki ali mestu nečistoč, tako da se energija elektrona niža tako daleč, da je "ujet". 

### Druge anorganske spojine
Beli srebrni nitrat, AgNO3, je vsestranski predhodnik mnogih drugih srebrnih spojin, zlasti halogenidov, in je veliko manj občutljiv na svetlobo. Nekoč so ga imenovali lunin kavstik, ker so starodavni alkimisti v veri. da je srebro povezano z luno, srebro imenovali luna.  Pogosto se uporablja za gravimetrično analizo in izkorišča netopnost težjih halogenidov srebra, ki jim je običajna predhodnica.  Srebrni nitrat se na različne načine uporablja v organski sintezi, npr. za odstranjevanje zaščite in oksidacije. Ag+ veže alkene reverzibilno, srebrni nitrat pa so uporabili za ločevanje mešanic alkenov s selektivno absorpcijo. Nastali adukt lahko razgradimo z amoniakom, kar osvobodi rosti alken. 
Rumen srebrov karbonat, Ag2CO3, lahko enostavno pripravimo tako, da vodne raztopine natrijevega karbonata reagiramo s pomanjkanjem srebrovega nitrata.  Njegova glavna uporaba je proizvodnja srebrnega prahu za potrebe mikroelektronike. Reducira se s formaldehidom, pri tem nastane srebro brez alkalnih kovin: 
Ag2CO3 + CH2O → 2 Ag + 2 CO2 + H2
Srebrni karbonat se uporablja tudi kot reagent v organski sintezi,na primer v Koenigs-Knorrovi reakciji. V oksidaciji Fétizon, srebro karbonata na celit deluje kot oksidant, kar tvori laktone iz diolov. Uporablja se tudi za pretvorbo alkil bromidov v alkohole. 
Srebrni fulminat, AgCNO, močan, na dotik občutljiv eksploziv, ki se uporablja v udarnih kapicah, nastaja v reakciji kovinskega srebra z dušikovo kislino v prisotnosti etanola. Druge nevarno eksplozivne spojine srebra so srebrov azid, AgN3, ki nastane z reakcijo srebrovega nitrata z natrijevim azidom,  in srebrov acetilid, Ag2C2, ki nastane, ko srebro reagira s plinom acetilena v raztopini amoniaka.  V svoji najbolj značilni reakciji se srebrov azid eksplozivno razgradi in sprosti plin dušika: glede na fotoobčutljivost srebrnih soli se lahko eksplozijo povzroči, če se posveti na njegove kristale 
2 AgN
3(s) → 3 N
2 (g) + 2 Ag (s)

### Koordinacijske spojine
Srebrni kompleksi so ponavadi podobni tistim iz njegovega lažjega homolognega bakra. Kompleksi srebra (III) so ponavadi redki in se z lahkoto reducirajo v stabilnejša nižja oksidacijska stanja, čeprav so nekoliko stabilnejši od bakra (III). Na primer, kvadratni ploskovni periodat [Ag(IO5OH)2] 5– in teluratni [Ag{TeO4 (OH)2 }2] 5− kompleksi se lahko pripravijo z oksidacijo srebra (I) z alkalnim peroksodisulfatom. Rumeni diamagnetni [AgF4]- je veliko manj stabilen, kadi se na vlažnem zraku in reagira s steklom. 
Kompleksi srebra (II) so pogostejši. Tako kot valenčni izoelektronski bakreni (II) kompleksi so običajno kvadratni ravninski in paramagnetni, kar se poveča z večjim cepljenjem polja za 4d elektrone kot za 3d elektrone. Vodni Ag2+, pridobljen z oksidacijo Ag+ z ozonom, je zelo močno oksidacijsko sredstvo, tudi v kislih raztopinah: zaradi tvorbe kompleksov se stabilizira v fosforni kislini. Oksidacija peroksodisulfata je na splošno potrebna, da dobimo stabilnejše komplekse s heterocikličnimi amini, kot sta [Ag(py)4] 2+ in [Ag(bipy)2 ]2+: so stabilni, pod pogojem, da proti-ion ne more reducirati srebra nazaj v +1 oksidacijsko stanje. [AgF4] 2− je znan tudi v svoji vijolični barijevi soli, kot tudi nekateri srebrni (II) kompleksi z N - ali O- donorskimi ligandi, kot so piridin karboksilati. 
Daleč najpomembnejše oksidacijsko stanje srebra v kompleksih je +1. Kation Ag+ je diamagnetičen, tako kot njegova homologa Cu+ in Au+, saj imajo vsi trije elektronsko konfiguracijo z zaprto lupino brez neparnih elektronov: njegovi kompleksi so brezbarvni, če ligandi niso preveč lahko polarizirani, kot je recimo I-. Ag+ tvori soli z večino anionov, vendar se neradi usklajuje s kisikom, zato je večina teh soli v vodi netopna: izjema so nitrat, perklorat in fluorid. Tetrakoordinatni tetraedrični vodni ion [Ag (H2O)4] + je poznan, značilna geometrija za kation Ag + pa je dvokoordinatna linearna struktura. 

### Organokovinske spojine
V običajnih pogojih zaradi šibkosti vezi Ag-C srebro ne tvori preprostih karbonilov. Nekaj jih je znanih pri zelo nizkih temperaturah okoli 6–15 K, kot je zeleni, planaren paramagneten Ag(CO)3, ki dimerizira pri 25–30 K, verjetno z oblikovanjem vezi Ag – Ag. Poleg tega je znan srebrni karbonil [Ag(CO)] [B(OTeF5)4]. Polimerni kompleksi AgLX z alkeni in alkini so znani, vendar so njihove vezi termodinamično šibkejše celo od vezi v kompleksih platine kompleksov: so tudi precej nesimetrične in kažejo šibko π vez v skupini 11. Ag–C σ vezi lahko tvori tudi srebro(I), kot jih tvorita baker(I) in zlato(I), vendar so preprosti alkili in arili srebra(I) še manj stabilni kot pri bakru(I) (ki eksplodirajo v okolju). Slaba toplotna stabilnost se na primer kaže v relativnih temperaturah razgradnje AgMe (−50 ° C) in CuMe (-15 ° C), kot tudi PhAg (74 ° C) in PhCu (100 ° C). 
Vez C–Ag perfluoroalkil ligandi, na primer v AgCF(CF3 )2, stabilizirajo.  Alkenilsrebrove spojine so tudi bolj stabilne kot njihovi alkilsrebrovi kolegi.  Srebro-NHC komplekse e enostavno pripraviti, pogosto se uporabljajo za pripravo drugih NHC kompleksov z zamenjavo labilnih ligandov. Kot primer reakcija kompleksa bis(NHC)srebro(I) z bis(acetonitrilpaladij dikloridom ali klorido(dimetil sulfid) zlato(I). 

## Etimologija
Baltoslovanska imena za element so precej podobne germanskim oblikam (silber v nemščini, silver v angleščini), tako slovensko in poljsko srebro, rusko серебро [serebró] sidãbras v litvanščini, pa tudi Celtiberska oblika silabur. Beseda "silver" se v stari angleščini pojavlja v različnih črkovanjih, kot recimo seolfor in siolfor. To je blizu silabar v stari visoki nemščini in gotskemu silubr ; ali staronordijskem imenu silfr, ki izhajajo iz Proto-germanskega silubra. Morda imajo skupen indoevropski izvor, čeprav njihova morfologija meri na sposojenko, ki nima indoevropskega izvora.   Nekateri so tako predlagali paleo-latinsko poreklo in kot dokaz opozorili na baskovsko obliko zilharr. 
Kemični simbol Ag je iz latinske besede za "srebro", argentum (primerjaj starogrško ἄργυρος, árgyros ), iz proto-indoevropske korenine * h₂erǵ- (prej rekonstruirana kot * arǵ- ), kar pomeni "bel" ali " sveti ". To je bila običajna proto-indoevropska beseda za kovino, katere odsevi manjkajo v germanskem in baltoslovanskem jezikovnem prostoru. 

## Zgodovina
Srebro je bilo ena od sedmih kovin v antiki, ki so jih poznali že prazgodovinski ljudje in katerih odkritje se je tako izgubilo v zgodovini.  Zlasti tri kovine iz skupine 11, baker, srebro in zlato, se v naravi pojavljajo v osnovni obliki in so bile verjetno uporabljene kot prve primitivne oblike denarja v nasprotju s preprostimi menjavami.  Vendar v nasprotju z bakrom srebro zaradi nizke strukturne trdnosti ni privedlo do rasti metalurgije in se je pogosteje uporabljalo okrasno ali kot denar.  Ker je srebro bolj reaktivno kot zlato, so bile zaloge naravnega srebra veliko bolj omejene kot pri zlatu. Srebro je bilo na primer v Egiptu dražje od zlata do približno petnajstega stoletja pred našim štetjem:  Egipčani naj bi ločevali zlato od srebra s segrevanjem kovin s soljo in nato reduciranjem proizvedenega srebrovega klorida v kovino. 
Situacija se je spremenila z odkritjem tehnike, ki je omogočala pridobivanje kovine srebra iz rud. Medtem ko so v Mali Aziji in na otokih Egejskega morja odlagališča žlindre kažejo, da so srebro ločevali od svinca že v 4. tisočletju pred našim štetjem,  in da je bilo eno najzgodnejših centrov za pridobivanje srebra v Evropi na Sardiniji v zgodnjem halkolitskem obdobju .  Izvor proizvodnje srebra v Indiji, na Kitajskem in na Japonskem je bil skoraj zagotovo ravno tako starodaven, vendar zaradi svoje visoke starosti ni dobro dokumentiran. 
Ko so Feničani prvič prišli v današnjo Španijo, so pridobili toliko srebra, da niso mogli vsega spraviti na svoje ladje, zato so namesto svinca za sidra uporabljali srebro.  V času grške in rimske civilizacije so bili srebrni kovanci osnovna sestavina gospodarstva:  Grki so že v 7. stoletju pred našim štetjem pridobivali srebro iz galene, vzpon Aten pa je deloma omogočil tudi bližnji rudniki srebra v Lauriumu, iz katerih so letno pridobivali približno 30 ton od 600 do 300 pr.  Stabilnost rimske valute je bila v veliki meri odvisna od oskrbe s srebrnimi zlitinami, večinoma iz Španije, ki so jo rimski rudarji proizvajali v obsegu, ki mu pred odkritjem Novega sveta ni bilo primerjave. Po doseženi najvišji letni proizvodnji 200 ton na leto je v rimskem imperiju sredi drugega stoletja našega štetja krožilo približno 10000 ton zaloge srebra, to je pet do desetkrat več od skupne količine srebra, ki je na voljo srednjeveški Evropi in Abasidskemu kalifatu okoli leta 800.   Rimljani so v istem časovnem obdobju beležili tudi pridobivanje srebra v srednji in severni Evropi. Ta proizvodnja se je skoraj popolnoma ustavila s padcem Rimskega imperija, in se ponovno premaknila z mesta za časa Karla Velikega: do takrat so izkopali več deset tisoč ton srebra. 
Srednja Evropa je v srednjem veku postala središče proizvodnje srebra, saj so bile nahajališča v Sredozemlju, ki so jih izkoriščale stare civilizacije, izčrpana. Rudniki srebra so se odprli na Češkem, Saškem, Alzaciji, Šleziji, Madžarski, Norveški, na Štajerskem in v južnem Schwarzwaldu. Večina teh rud je bila precej bogata s srebrom in jih je bilo mogoče preprosto ročno ločiti od preostale kamnine in nato topiti; naleteli so tudi na nekaj nahajališč naravnega srebra. Številne od teh rudnikov so kmalu izčrpali, nekaj pa jih je ostalo dejavnih do industrijske revolucije, pred katero je bila svetovna proizvodnja srebra približno pičlih 50 ton na leto. 
Z odkritjem Amerike in ropanjem srebra s strani španskih konkvistadorjev so Srednja in Južna Amerika postali prevladujoči proizvajalci srebra do približno 18. stoletja, zlasti Peru, Bolivija, Čile in Argentina:  slednjo so kasneje poimenovali po kovini, ki je pomenila v veliki meri njeno rudno bogastvo.  Trgovina s srebrom se je umaknila globalni mreži izmenjav. Kot je rekel neki zgodovinar, je srebro "šlo po svetu in ga obkrožilo."  Velik del tega srebra je končal v rokah Kitajcev. Portugalski trgovec leta 1621 je ugotovil, da srebro "frfota po vsem svetu ... potem pa se spusti na Kitajsko, kjer ostane kot v svojem domačem gnezdu."  Kljub temu je večina šla v Španijo, kar je španskim vladarjem omogočilo, da uresničujejo vojaške in politične ambicije tako v Evropi kot v Ameriki. "Rudniki novega sveta," je sklenilo več zgodovinarjev, "podpirajo španski imperij." 
V 19. stoletju se je primarna proizvodnja srebra preselila v Severno Ameriko, zlasti v Kanado, Mehiko in Nevado v ZDA: nekaj sekundarne proizvodnje svinčeve in cinkove rude je potekalo tudi v Evropi, izkoriščali so tudi nahajališča v Sibiriji in na ruskem Daljnem vzhodu, pa kot tudi v Avstraliji.  Poljska se je kot pomemben proizvajalec pojavila v sedemdesetih letih po odkritju nahajališč bakra, bogatih s srebrom, preden se je središče proizvodnje vrnilo v Ameriko naslednje desetletje. Danes sta Peru in Mehika še vedno med primarnimi proizvajalci srebra, vendar je porazdelitev proizvodnje srebra po vsem svetu precej uravnotežena in približno petina zaloge srebra prihaja iz recikliranja namesto nove proizvodnje. 

## Srebro kot plačilno sredstvo
Najzgodnejši znani kovanci so bili kovani v kraljestvu Lidija v Mali Aziji okoli 600 pr.n.št  Lidijini kovanci so bili narejeni iz elektruma, ki je naravno zlitina zlata in srebra, na voljo na ozemlju Lidije. Od takrat so bili standardi srebra, pri katerih je standardna ekonomska obračunska enota fiksna teža srebra, razširjeni po vsem svetu do 20. stoletja. Med pomembne srebrne kovance skozi stoletja sodijo grška drahma,  rimski denarij,  islamski dirham,  karšapana iz starodavne Indije in rupija iz časa Mugalskega cesarstva (skupaj z bakrenimi in zlatimi kovanci pomenijo trikovinski standard)  in španski dolar.  
Razmerje med količino srebra, uporabljenega za kovanje denarja, in količino srebra, uporabljenega za druge namene, je sčasoma močno nihalo; na primer v času vojne je bilo več kovin srebra uporabljenih za kovanje denarja za financiranje vojne. 
Danes imajo srebrni zlitine oznako valute ISO 4217 XAG, eno od štirih plemenitih kovin z oznako (poleg paladija, platine in zlata).  Srebrni kovanci so izdelani iz litih palic ali ingotov, valjani na pravilno debelino, toplotno obdelani in nato uporabljeni za izsekavanje obdelovancev Te obdelovance nato zbrusijo in kujejo v stiskalnici; sodobne stiskalnice za kovanje lahko proizvedejo 8000 srebrnikov na uro. 
Cene srebra so običajno izražene v trojskih unčah. Ena trojska unča je enaka 31,1034768 grami. Londonski dogovor za srebro je objavljen vsak delovni dan opoldne po londonskem času.  To ceno določi več večjih mednarodnih bank in jo ta dan uporabljajo za trgovanje na londonskem trgu plemenitih kovin.